# 鎌倉日記
『鎌倉日記』（かまくらにっき）は、徳川光圀が延宝2年（1674年）5月に鎌倉を訪れた時の記録である。
観光が目的ではなく、『大日本史』の編纂作業の中で鎌倉時代についての資料が少ないことを痛感し、現地学術調査団の団長のような形で鎌倉に赴いた。鎌倉日記はその調査報告書というべきものである。また、光圀自身が書いた旅日記ではなく、それを纏めたのは家臣吉弘元常らであることが巻末に記されている。

## 内容
5月2日に金沢（現六浦）の瀬戸橋に着き、その日の夕刻に水戸藩が建てた英勝寺に到着し、そこでは江戸藩邸の近侍が先に到着してすべての用意を整えて出迎えている。その「すべての用意」の中には光圀の身の回りのことだけではなく、主要な寺、それぞれの土地の長老にその土地の歴史について説明できるように用意をしておけと通達することも含まれていた。
5月8日に英勝寺より帰路につき、藤沢の清浄光寺（通称・遊行寺、時宗の総本山）に寄り、神奈川宿に宿泊、9日に江戸の藩邸に戻った。鎌倉滞在は約1週間である。その間に自分では回れないところ、例えば名越、川崎大師などは家臣を派遣して見学（調査）させている。
事実上の調査団といっても、当然地理に明るいわけではなく、また史実についても当時の知識は限られていたから、土地土地で古老・長老から受けた説明を分析することはできず、そのまま記録するという傾向が見られる。逆に江戸初期には土地にはこう伝わっていたという読み方をすると的を射ているとされる。

## 参考
- 澤寿郎監修著・鈴木棠三編著『鎌倉：古絵図・紀行 鎌倉紀行篇』（東京美術、1976年発行）